# Magaly Gutiérrez
Magaly Gutiérrez Viña es una abogada y política venezolana, actual ministra de Salud.
Magaly Gutiérrez es hija de Magaly Viña, a quien sucedió como presidenta del Instituto Nacional de Servicios Sociales (INASS). También fue nuera de Cilia Flores, primera dama, cuando estuvo casada con su hijo. Cuando Flores presidió la Asamblea Nacional, incluyó en su plantel a 47 familiares, entre esos, a Gutiérrez.
Fue presidenta de la Fundación Nacional "El Niño Simón" desde 2018 hasta 2021. Maduro la nombró ministra de Salud en 2022, sustituyendo a Carlos Alvarado.